# Anomalempis archon
Anomalempis archon är en tvåvingeart som beskrevs av Axel Leonard Melander 1945. Anomalempis archon ingår i släktet Anomalempis och familjen Brachystomatidae.
Artens utbredningsområde är Alaska. Inga underarter finns listade i Catalogue of Life.